# Пуче
Пуче (словен. Puče, итал. Puzzole) је насељено место у општини Копар, Обално-крашка регија, Словенија.

## Историја
До територијалне реорганизације у Словенији било је у саставу старе општине Копар.

## Становништво
У попису становништва из 2011. године, Пуче је имало 249 становника.
| Број становника према пописима | Број становника према пописима | Број становника према пописима |
| ------------------------------ | ------------------------------ | ------------------------------ |
| 1991                           | 2002                           | 2011                           |
| 186                            | 201                            | 249                            |

Напомена: Године 1955. повећана за насеља Бречи и Плањаве, која су укинута.